# آقالی کند
آقالی‌کند (به ترکی آذربایجانی: Ağalıkənd) یک منطقه مسکونی در جمهوری آذربایجان است که در شهرستان بیله‌سوار (جمهوری آذربایجان) واقع شده است. آقالی‌کند ۳۸۴۸ نفر جمعیت دارد.